# Jean Antoine Fournier
Pour les articles homonymes, voir Fournier.
Jean Antoine Fournier, né en 1761 à Grenoble et mort le 24 octobre 1824 à Brétigny-sur-Orge, est un agent diplomatique et négociant français.

## Biographie
Jean Antoine Fournier est un négociant installé à Göteborg en Suède. Après une faillite commerciale, il quitte ce pays en 1804.
À la suite de la mort soudaine, en mai 1810, de Charles-Auguste de Suède, successeur désigné du roi Charles XIII, ce dernier n'ayant pas d'héritiers, la Suède se retrouve dépourvu de successeur. 
Le 25 juin 1810, le maréchal d'Empire, Jean-Baptiste Bernadotte, reçut la visite du plénipotentiaire suédois Carl-Otto Mörner en mission semi-officielle pour le compte du roi Charles XIII et lui fit la proposition de devenir successeur du roi actuel. Napoléon acquiesça lorsqu’il apprit la nouvelle à condition que ce choix ait l’assentiment de la nation suédoise. En effet, le successeur au trône devait être choisi par le Riksdag suédois composé de quatre ordres : noblesse, clergé, paysans et bourgeois. Le parti pro-français suédois propose à Jean-Baptiste Bernadotte, d'être candidat lors de l'élection du nouveau prince héritier de Suède, avec l'idée de récupérer, avec l'appui de Napoléon Ier, la Finlande que la Russie a annexée en 1809. Le ministre des Affaires étrangères, sous le Premier Empire, Jean-Baptiste Nompère de Champagny, l'envoie en mission en Suède pour sonder l'atmosphère. Les candidatures du roi de Danemark, du duc d’Augustenburg et de Jean-Baptiste Bernadotte sont retenues. Le 8 août 1810 la commission chargée de choisir le futur roi de Suède accorde onze de ses douze voix au duc d’Augustenburg.
Mais le pouvoir de persuasion de l’émissaire français Jean Antoine Fournier, parlant couramment le suédois, va convaincre avec habileté les membres de la commission de tous les avantages économiques que présente la candidature de Jean-Baptiste Bernadotte. le 10 août 1810, Jean Antoine Fournier est reçu par le ministre des Affaires étrangères suédois, Lars von Engeström, en tant qu'envoyé spécial de Napoléon Ier et ambassadeur semi-officiel. Il l'informe sur la personnalité de Jean-Baptiste Bernadotte et tout l'intérêt de choisir ce prince comme successeur royal. Jean-Antoine Fournier, représentant de Bernadotte à Stockholm, persuade les suédois que Napoléon soutient fermement la candidature de son maréchal. Le Conseil des ministres se réunit le 13 août pour statuer, le roi Charles XIII transmet sa recommandation le 16 août à la Commission qui donne dix de ses douze voix à Bernadotte à la surprise générale y compris, celle de Napoléon qui constate qu’une monarchie constitutionnelle puisse choisir un Français révolutionnaire. L'élection s'est tenue lors des États Généraux à Orebro, ville du centre de la Suède, afin d'éviter des troubles possibles à Stockholm. La Diète (parlement suédois) vote cette décision le 21 août 1810.
Le roi s’adresse alors à la Diète en ces termes : « Sa Majesté a cru qu’en confiant les destinées futures de la Suède au prince de Pontecorvo, la gloire militaire qu’il a déjà acquise assurerait d’une part l’indépendance du royaume et de l’autre lui ferait considérer de nouvelles guerres comme inutiles pour l’intérêt de sa renommée… Pour ces motifs, Sa Majesté propose aux États du Royaume, SAS Jean-Baptiste Bernadotte, prince de Ponte Corvo, comme prince royal et successeur de Sa Majesté au trône de Suède… »
Jean-Baptiste Bernadotte part avec l'assentiment de Napoléon qui accepte ce choix lors d'une entrevue commune avec des émissaires suédois. Napoléon espère ainsi tenir un allié solide au nord de l'Europe. Bernadotte débarque à Helsingborg le 20 octobre 1810, et le 31 suivant, il est présenté aux États Généraux. Le 5 novembre 1810, adopté par le roi Charles XIII, il prend le nom de Charles XIV Jean (en suédois, Karl XIV Johan). Jean Antoine Fournier recevra par la suite une pension de la part du nouveau roi Charles XIV Jean pour services rendus.